# Nesomedon brunnescens
Nesomedon brunnescens är en skalbaggsart som beskrevs av Sharp 1908. Nesomedon brunnescens ingår i släktet Nesomedon och familjen kortvingar. Inga underarter finns listade i Catalogue of Life.